# Армянская католическая церковь в России
Католики армянского обряда России — верующие Армянской католической церкви, одной из Восточнокатолических церквей, сохраняющей богослужебный обряд Армянской церкви (армянский обряд) и пребывающей в вероучительном, сакраментальном и административном единстве со Святым Престолом.
К католикам армянского обряда в XIX веке также причисляли грузин, исповедующих католицизм, чьё правовое существование не признавалось во времена Российской империи. Впрочем фамильный состав католиков грузин позволяет предполагать что среди их предков в большинстве своем были огрузинившиеся армяне.

## История
Крупные армянокатолические общины появились в Российской империи в результате завоевания Крыма в русско-турецкой войне 1768—1774 годов, а также аннексии части Польши по итогам её третьего раздела (1795  год). Значительные группы католиков армянского обряда на Северном Кавказе (в городах Владикавказ, Моздок и Кизляр) появились в результате переселения беженцев из Турции и Персии в период между 1720—1760 годами. С 1809 года католики армянского обряда были подчинены российским католическим иерархам латинского обряда.
В 1909 году была создана Апостольская администратура для католиков армянского обряда, которая к 1917 году насчитывала 47 священников, 45 храмов, 15 часовен и 66 618 верующих. Последний апостольский администратор о. Карапет Дилургян был арестован в июне 1936 года, приговорен (в возрасте 75 лет) к трем годам ссылки в Кировском крае, после возвращения оттуда уже не мог продолжать официальное служение. Многие другие священники также были арестованы, часть из них погибла в советских лагерях. Когда в 1940 году под советской властью оказалась армянокатолическая митрополия во Львове, примерно половина её прихожан (около 2500 человек) была сослана в Сибирь. Последний апостольский администратор католиков армянского обряда Львова, заменивший умершего в 1938 году архиепископа-митрополита Юзефа Теодоровича, — о. Дионисий Каетанович — был арестован в 1945 году и умер в лагере в 1954 году.

## В настоящее время
С 1991 года католики армянского обряда Восточной Европы (в том числе и России) подчинены ординарию Ординариата Восточной Европы, имеющему резиденцию в г. Гюмри (с 2005 года — архиепископ Нехан Каракегеян. С 24 июня 2011 года должность ординария исполняет архиепископ Рафаэль Минасян).
Организованная армянокатолическая община имеется в Москве, где существует с 2000 года. Сначала католики армянского обряда собирались в церкви св. Людовика под руководством монахини-армянки с. Нунэ Погосян, с отъездом которой встречи прекратились; с 10 марта 2002 года в кафедральном соборе Непорочного Зачатия Пресвятой Девы Марии действует армянский приход. Группы католиков армянского обряда, не имеющих постоянного окормления в своем обряде, проживают также в Пскове, Ростове-на-Дону, Краснодаре и Краснодарском крае, Сочи и других городах России.

## Другое
Католики армянского обряда отличаются от остальных армян своей религиозной принадлежностью к католицизму. В просторечии католиков армянского обряда называют «франками».